# Cratero
Cràtero (in greco antico: Κρατερός?, Krateròs; ... – sulle coste dell'Ellesponto, 321 a.C.) è stato un generale macedone antico.
Fu uno dei compagni di Alessandro Magno, al seguito del sovrano macedone per tutto il corso della campagna d'Asia.
Nominato comandante generale dell'esercito a partire dal 330 a.C., guidò, sulla via del ritorno dall'India, parte dell'esercito macedone attraverso l'Aracosia (325 a.C.), per poi ricongiungersi con i contingenti di Alessandro ad Hormuz nel 324 a.C.
Alla morte del re, Cratero assunse la reggenza e il controllo sulle finanze dell'impero, mentre a Perdicca venne affidato il comando dell'esercito.
Nel 322 a.C. partì per la Grecia in aiuto del generale Antipatro (suo suocero, avendone Cratero sposato la figlia Fila), assediato a Lamia, e contribuì a sconfiggere le forze ribelli di Atene a Crannone, in Tessaglia. Morì poi combattendo contro l'avversario Eumene di Cardia sulle coste dell'Ellesponto (321 a.C.).
Gli è attribuita una Raccolta di decreti greci, che Plutarco usò come fonte, della quale abbiamo alcuni frammenti.
Dal matrimonio con Fila ebbe un figlio, che fu chiamato con lo stesso nome del padre e fu governatore di Corinto e Calcide, così come il nipote Alessandro.

## Nella cultura di massa
- Nel film Alexander (2004), Cratero viene interpretato da Rory McCann.